# 箱根登山バス小田原営業所
箱根登山バス小田原営業所（はこねとざんバスおだわらえいぎょうしょ）は、箱根登山バスの営業所。
本項では、本営業所の出張所から格上げされ、現在も重複している所管路線が多い箱根山崎営業所（はこねやまさきえいぎょうしょ）についても記述する。

## 概要
小田原駅を中心とした箱根方面の観光路線および定期観光バスと、小田原市内路線を担当している。箱根山崎営業所は箱根方面の観光路線のみ担当しており、小田原市内路線は担当していない。
箱根方面の路線については、かつては箱根山戦争と呼ばれたように、西武グループの伊豆箱根鉄道バスと多くの区間で競合しており、同じ場所でありながらバス停留所名称が異なることもあった。しかし、2003年12月に小田急グループと西武グループが箱根地区において業務提携することが発表されて以降は、両グループが協調して様々な施策に取り組んでいる。まず、バス停留所名称が伊豆箱根鉄道バスとの間で統一された。そして、2010年6月15日より伊豆箱根バスや小田急グループ他社（小田急箱根高速バス（当時）・沼津登山東海バス（当時））および箱根町と連携して系統記号を導入するとともに、共通の様式で路線図を作成してバス停留所での掲出を開始した。2019年4月1日には伊豆箱根バスや小田急グループ他社と共同でバス停留所のナンバリング（停留所番号の導入）を実施した。ただし、両グループが発売するフリー乗車券の統合は見送られており、2020年7月現在も伊豆箱根バスが発売する「箱根旅助け」や「箱根バスフリー」は使用できない。小田原市内路線については業務提携以前からエリアの棲み分けが行なわれており、小田原駅近辺を除いて重複している区間はほとんどない。
1990年代前半までは同じ敷地にありながら小田原営業所と小田原観光営業所に分かれており、事務室も別の建物であった。小田原観光営業所は主に箱根方面の観光路線と貸切バスを担当し、小田原営業所は基本的にはそれ以外の路線を担当していた。また、小田原観光営業所は箱根地区の拠点として桃源台出張所・宮城野出張所を設置していた。
経営再建の一環による効率化のため、1998年頃に小田原営業所・足柄営業所はいったん小田原観光営業所へ統合されたが、2005年には箱根地区の拠点として、常駐車両のあった宮城野出張所を宮城野営業所に格上げした（同時に旧・足柄営業所を関本営業所として再分離）。この時に営業所名から「観光」を外している。また、貸切バスについては1999年7月に一部を除いて箱根湯本バスに移管した。なお、同社は2000年3月に湘南箱根登山自動車に、2010年7月1日に箱根登山観光バスに社名変更した後、2020年2月1日に箱根登山バスに吸収合併されている。

## 沿革
- 1999年（平成11年）7月 - 一部を除いて貸切バス事業を箱根湯本バス（後の箱根登山観光バス）に移管[6]。
- 2010年（平成22年）6月15日 - 伊豆箱根バス、小田急箱根高速バス（当時）、沼津登山東海バス（当時）とともに箱根地区の路線に系統記号を導入[3]。
- 2019年（平成31年）4月1日 - 伊豆箱根バス、小田急箱根高速バス（当時）、東海バスオレンジシャトル（当時）とともに箱根地区のバス停留所にナンバリングを実施[4]。
- 2020年（令和2年）2月1日 - 箱根登山観光バスが箱根登山バスに吸収合併[9]。

## 所在地
各営業所の所在地は以下の通り。

### 小田原営業所
- 神奈川県小田原市東町5-33-1 箱根登山バス本社ビル1階
最寄りバス停：城東車庫前
- 2001年から2003年までに車号表記に使用されていた記号は、「Kanko（観光）」の頭文字の「K」である。

### 箱根山崎営業所
- 神奈川県足柄下郡箱根町湯本40－4
最寄りバス停：東山崎

## 現行路線
運転区間については省略する。小田原駅で特記がないものは小田原駅東口を指す。

### 観光路線

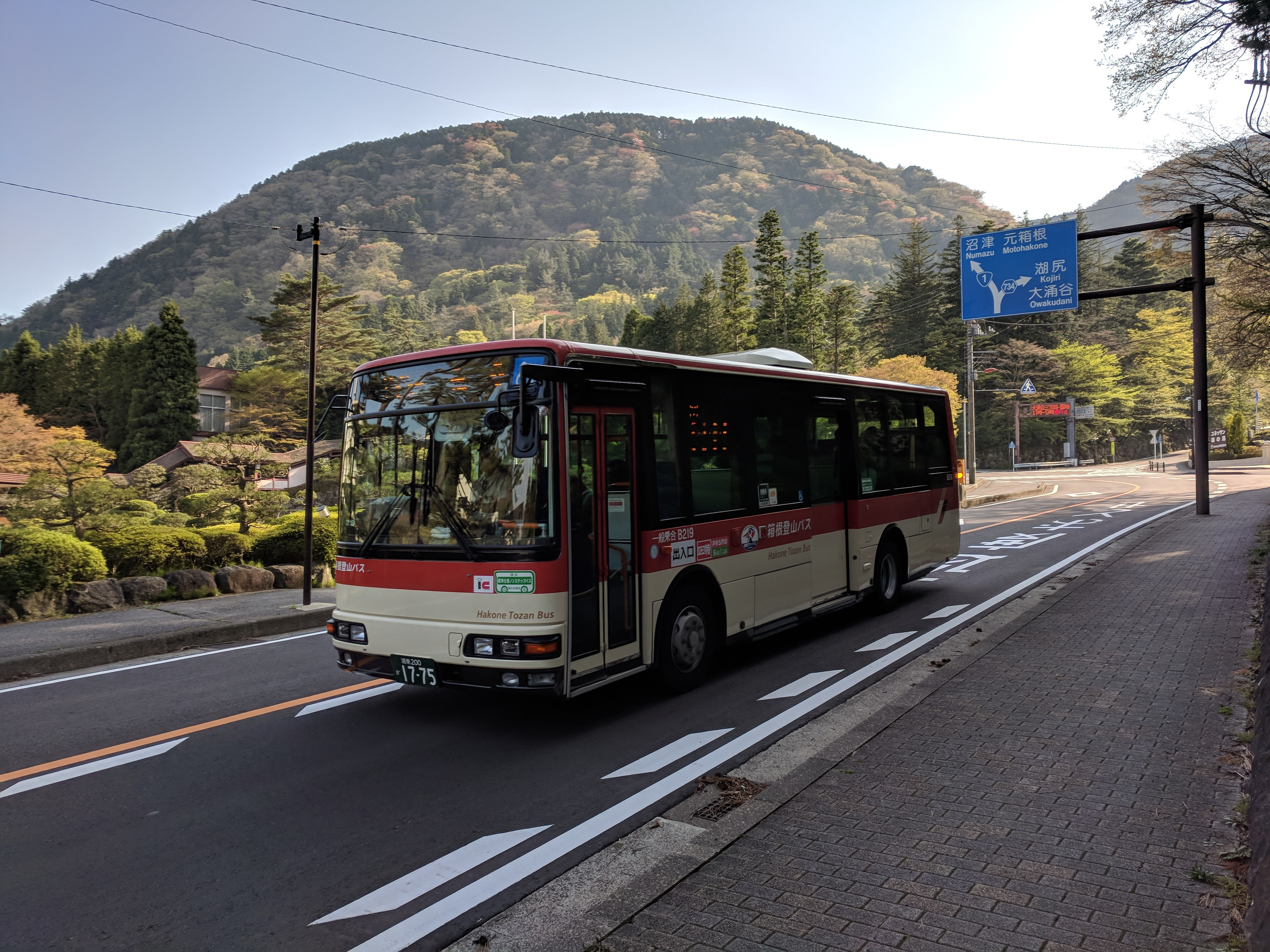
国道1号箱根小涌園付近

【】内は2010年6月15日から箱根地区の路線バスに導入された系統記号。なお定期観光を除く全路線で小田急電鉄などが発売する箱根フリーパスが利用できるが、伊豆箱根バスが発売する箱根旅助けや箱根バスフリーは利用できない。

#### 箱根町線
- 【H】小田原駅 - 箱根口 - 箱根湯本駅 - 宮ノ下 - ホテル前 - 小涌谷駅 - 小涌園 - 芦ノ湯 - 元箱根港 - 箱根町港
  - 国道1号経由で小田原駅・箱根湯本駅から箱根町港までを結ぶ主力系統。平日でも日中15分間隔、週末には日中10分間隔で運行される。伊豆箱根バスの【Z】系統とほぼ同一。また同社には国道1号経由で西武グループの施設である箱根園へ向かう【U】系統がある。

#### 箱根新道線
- 【R】小田原駅 - 板橋 - 箱根湯本駅 -（箱根新道）- 箱根町港 - 元箱根港
  - 日中から夕方にかけてのみ運転される急行系統。元箱根港または箱根町発の山下り便が中心である。山登り便は全て箱根湯本駅始発で土曜・休日のみ運行であったが、2018年3月のダイヤ改正以降は平日にも山登り便が運行されている。また、箱根新道の途中にあるバス停「新畑宿橋」はこのダイヤ改正以降、山下りの1便を除き全て通過となっている。伊豆箱根バスにも箱根園発着で箱根新道を経由する【P】系統(バイパス線)がある。

#### 箱根旧街道線
- 【K】箱根湯本駅 - ホテルはつはな前 - （箱根旧街道） - 上畑宿 - 元箱根港 
  - 箱根旧街道を経由して箱根湯本駅と元箱根港を結ぶ系統。狭隘区間があるため、中型車で運行。早朝と夕方以降は箱根湯本駅 - 上畑宿の区間便のみ運行される。2018年3月のダイヤ改正以降、箱根湯本駅発で須雲川インターチェンジまで箱根新道を通り、ホテルはつはな前から旧街道の各バス停を経由する便が片道1便運行されている。また、早朝には片道1便のみ小田原駅発上畑宿行きが運行されるほか、平日早朝に限り上畑宿から箱根湯本駅経由で強羅駅まで向かう便の設定がある。

#### 桃源台線
- 【T】小田原駅 - 板橋 - 箱根湯本駅 - 宮ノ下 - ホテル前 - 宮城野案内所前 - 仙石 - 仙郷楼前 - 桃源台 - 湖尻（桃源台 - 湖尻間は朝のみ）

#### 桃源台・強羅線
- 【TG】強羅駅 - 宮城野案内所前 - 仙石 - 仙郷楼前 - 桃源台

2022年10月に開設。

#### 施設めぐりバス、御殿場線、アウトレット・時之栖線
- 【S】天悠 - 小涌園 - 彫刻の森駅 - 強羅駅 - 箱根美術館・強羅公園 - ポーラ美術館 - 仙郷楼前 - 箱根ガラスの森 - 仙石 - 湿生花園前
- 【M】天悠 - 小涌園 - 彫刻の森駅 - 強羅駅 - 宮城野案内所前 - 仙石 - 乙女峠 - 御殿場プレミアム・アウトレット
- 【G】天悠 - 小涌園 - 彫刻の森駅 - 強羅駅 - 宮城野案内所前 - 仙石 - 乙女峠 - 東名御殿場 - 御殿場駅
- 【L】箱根湯本駅 - 宮ノ下 - ホテル前 - 宮城野案内所前 - 仙石 - 乙女峠 - 御殿場プレミアム・アウトレット - 時之栖 御殿場高原ビール
  - 強羅地区から仙石原地区、または乙女峠を通って静岡県御殿場市へ向かう系統群。かつては御殿場駅で小田急ロマンスカー「あさぎり」（当時）や富士急行バスの河口湖線へ接続する需要が中心だったが、小田急箱根高速バスの運行開始後箱根と御殿場を結ぶ輸送はそちらが主流となった。このため箱根登山バスでは強羅駅や小涌園発着で「レトロモダン」を意識した専用車を使う『観光施設めぐりバス』系統を開設し、高速バスの箱根線が経由しない御殿場プレミアム・アウトレットと結びつけた周遊観光を提案している。
  - 【S】系統はポーラ美術館などがある小塚林道を経由するのに対し、【M】・【G】・【L】系統は宮城野営業所などがある箱根裏街道を経由する。以前は【S】系統（小塚林道・湿生花園経由）で御殿場プレミアム・アウトレットまで運行する便が存在したが、2018年3月のダイヤ改正でアウトレット発着は【M】系統（宮城野営業所前経由）に統一され、小塚林道経由の【S】系統は湿生花園前発着に統一された。
  - 一般車による運行や御殿場駅までの便も最小限維持しているが、こちらでは御殿場高原時之栖と結びつけた新たな周遊プランを開発した。

#### 芦ノ湖スカイライン線
- 【F】桃源台 - （芦ノ湖スカイライン） - 箱根峠 - 箱根町港
  - 1日2往復のみ運行だったが、2018年3月のダイヤ改正により季節運行に格下げとなっており、路線図からも削除されている。

### 定期観光バス
- 定期観光バス「まるごと箱根号」

### 地域路線
- 小田原駅 - 芦子橋 - 城東車庫
- 小田原駅 - 東原 - 城東車庫
- 小田原駅 - 山王 - 城東車庫
- 小田原駅 - 山王 - 小田原東高校前 - 国府津駅
  - 日中でも12 - 15分間隔で運行する主要系統。小田原東高校までのスクールバスも受託運行している。なお、東海道線が運転見合わせしている場合、振替輸送の対象ルートとなっている。
- 小田原駅 - 山王 - 小田原東高校前 - 鴨宮駅 - シティモール北 - 日立北門 - 国府津駅
- 小田原駅 - 山王 - 小田原東高校前 - 印刷局正門前 - 国府津駅
- 小田原駅 - 山王 - 小田原東高校前 - 鴨宮駅 - （コロナワールド） - ダイナシティ（一部の便がコロナワールド経由）
- 小田原駅 - めがね橋 - 水之尾口
- 小田原駅西口 - 水之尾口 - いこいの森
- 小田原駅西口 - 福祉センター - 水之尾口 - いこいの森
- 鴨宮駅 - 小田原東郵便局 - ダイナシティ
- 鴨宮駅 - 中堀 - 西成田 - 矢作 - 鴨宮駅
- 鴨宮駅 - コロナワールド
- 鴨宮駅 - 矢作 - 国府津駅
- 鴨宮駅 - 矢作 - ダイナシティ - 国府津駅
  - 鴨宮駅と国府津駅間の主要ルート。日中はダイナシティを経由している。土休日は周辺道路が渋滞するため、ダイナシティと国府津駅までの便があり、矢作を経由する便は減少する。
- 鴨宮駅 - 日立正門 - 巡礼道入口 - 国府津駅
- 栢山駅 - 飯田岡入口 - 小田原アリーナ前 - 南原 - ダイナシティ - コロナワールド
- 東原 - 井細田大橋 - 小田原駅
- 城東車庫 - 小田原大橋 - 鴨宮駅 - 矢作 - ダイナシティ
- 城東車庫 - 小田原大橋 - 鴨宮駅 - 矢作 - 高田入口 - 国府津駅
- 城東車庫 - 小田原大橋 - 鴨宮駅 - 美濃里橋 - 国府津駅
- 小田原駅 - 早川駅 - 根府川駅 - 石名坂
- 板橋 → 小田原駅

### 休廃止路線

#### 旧・小田原観光営業所

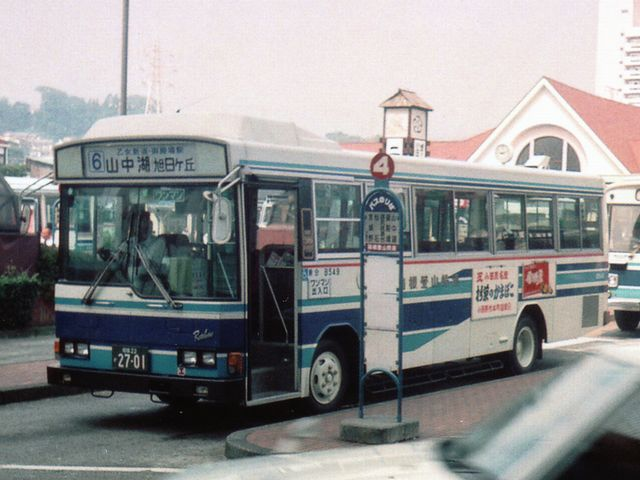
1989年まで運行されていた小田原駅 - 山中湖線 B549

- 東京駅 - （首都高速道路） - 横浜駅 - （横浜新道） - 箱根湯本駅 - 宮ノ下 - 小涌谷 - 元箱根港 - 箱根町
  - 1950年から運行開始された路線で、首都高速道路以外は全て一般道経由であった。1970年代に廃止。
- 小田原駅 - 箱根湯本駅 - 宮ノ下 - 仙石 - 乙女峠 - 御殿場駅 - 山中湖
  - 1952年に富士山麓電気鉄道（当時）との運輸協定により運行開始された路線で、富士急行は御殿場駅から宮ノ下まで乗り入れていた。山中湖では富士急行旭日丘バスターミナルで折り返していた。末期は毎年7月21日から8月31日のみの運行であったが、1989年夏の運行限りで廃止。
- 仙石 - 長尾峠 - 御殿場駅
  - 休止路線。路線維持のため 乙女峠 → 長尾峠、長尾峠 → 長尾口 → 乙女峠 のルートで年間一本のみ運行されていた。
- 小田原駅 - 箱根湯本駅 - 宮ノ下 - 小涌谷 - 彫刻の森 - 強羅駅
  - 箱根登山電車の輸送力の関係で設定された補完路線であるが、道路渋滞のために定時性が保てないため、1990年代後半に廃止された。
- 小田原駅 - （箱根ターンパイク） - 箱根町港 - 元箱根港
  - 元箱根発のみの設定で、通行料金が高額な箱根ターンパイクを経由するにもかかわらず、運賃はメインルートと同額であった。
  - 1990年頃に定期運行は廃止されたが、2006年以降に期間限定で あじさいバス として特別運行されたことがある（7月上旬の平日のみ）。
  - 年によっては11月3日に 小田原駅発ターンパイク経由箱根町港行き急行バス という名目で臨時運行されている（片道一本のみ）。
- 小田原駅 - 早川駅 - 真鶴駅 - 湯河原駅 - 熱海駅
- 小田原駅 - （特急・真鶴道路新道経由） - 湯河原駅 - 熱海駅
  - 1979年に運行開始。小田急ロマンスカーと接続する特急バスで平日夕方の小田原発、土休日の小田原行きのみの設定であった。東海道線の普通列車の運行本数が少ない頃は乗客も多かったが、普通列車が増発後はやはり道路事情の関係で定時性に難があったため1980年代後半には廃止された。

#### 旧・小田原営業所
- 小田原駅 - 多古 - 中曽根 - 栢山駅
- 小田原駅 - 飯泉入口 - 中曽根 - 栢山駅 - 上大井
  - 唯一の大井町乗り入れ路線であったが、上大井の折り返し場は上大井駅からは1 km近く離れていた。1980年代後半に廃止された。
- 小田原駅 - 板橋 - 根府川駅 - 石名坂 - 真鶴駅

#### 新・小田原営業所
- 【Y】箱根町港 → 元箱根港 → 小涌園 → 彫刻の森駅 → 強羅駅
  - 2018年3月のダイヤ改正までは強羅駅 - 箱根町港で土休日に1往復のみ運行で、途中小田急山のホテルを経由していた。このダイヤ改正以降、箱根町港または元箱根港 → 強羅駅の片道のみ運行となり、山のホテルを経由しなくなった。一方で平日も運行されるようになり土曜・休日も含め便数が増加していた。2021年1月23日廃止。
- 小田原駅 - 山王 - 小田原東高校前 - 酒匂六丁目 - コロナワールド - ダイナシティ
- 小田原駅 - 飯泉入口 - 井細田 - 小田原駅
- 小田原駅 - 飯泉入口 - 螢田駅 - 栢山駅
- 鴨宮駅 - 中堀 - 飯泉入口 - 小田原駅
- 鴨宮駅 - 美濃里橋 - ダイナシティ - 国府津駅
  - 上記5路線は2022年4月3日をもって廃止された[12]。
- 小田原駅 - 早川駅 - 真鶴駅 - 湯河原駅
  - JR東海道線と並行する路線で、小田原駅と真鶴駅の間は平日に1往復のみ運行される免許維持路線と化していた。真鶴駅と湯河原駅の間は湯河原営業所所管で現在も運行されている。かつては熱海駅まで乗り入れていた。2022年4月3日をもって廃止された[12]
- 【TP】小田原駅 - 板橋 - 箱根湯本駅 - 宮ノ下 - ホテル前 - 宮城野案内所前 - 仙石 - 仙郷楼前 - ポーラ美術館
  - 2024年3月末日をもって廃止[13]。これに合わせて、ポーラ美術館は強羅駅と美術館の間の無料送迎バス運行を開始している。

## 車両
三菱・日野・いすゞの3社のバスを導入している。
箱根観光路線と小田原市内路線の両方を受け持つことから、車種はバラエティに富んでいる。以前は譲受車も多く存在し、通常製造後15 - 20年程度使用していたため平均車齢も高かったが、首都圏排出ガス規制の関係で近年は新車のみの導入となっており、一番古い車両でも1997年式と、平均車齢は大幅に若返っている。
観光路線に使用される車両は、箱根登山バス標準仕様とも呼べる高出力大型短尺車のトップドア車（乗降扉が前方1つだけ）が標準である。交通バリアフリー法施行後は前中扉のワンステップ車となっているが、通常は前扉のみ使用し、中扉は車椅子専用としている。また、定期観光バス用に導入された車両については、ミドルデッカーながらリクライニングシートの観光バス仕様であり、交通バリアフリー法の適用からも除外されている。「観光施設めぐりバス」に使用される中型車は宮城野営業所に配置されており、近年の導入車では前中扉のワンステップ車が選択されている。
2008年9月からは、レトロバス「スカイライト」の運行を開始した。この車両は日野・レインボーII（PDG-KR234J2）に東京特殊車体製の車体を架装したもので、天井がガラス張りとなっていることが特徴である。

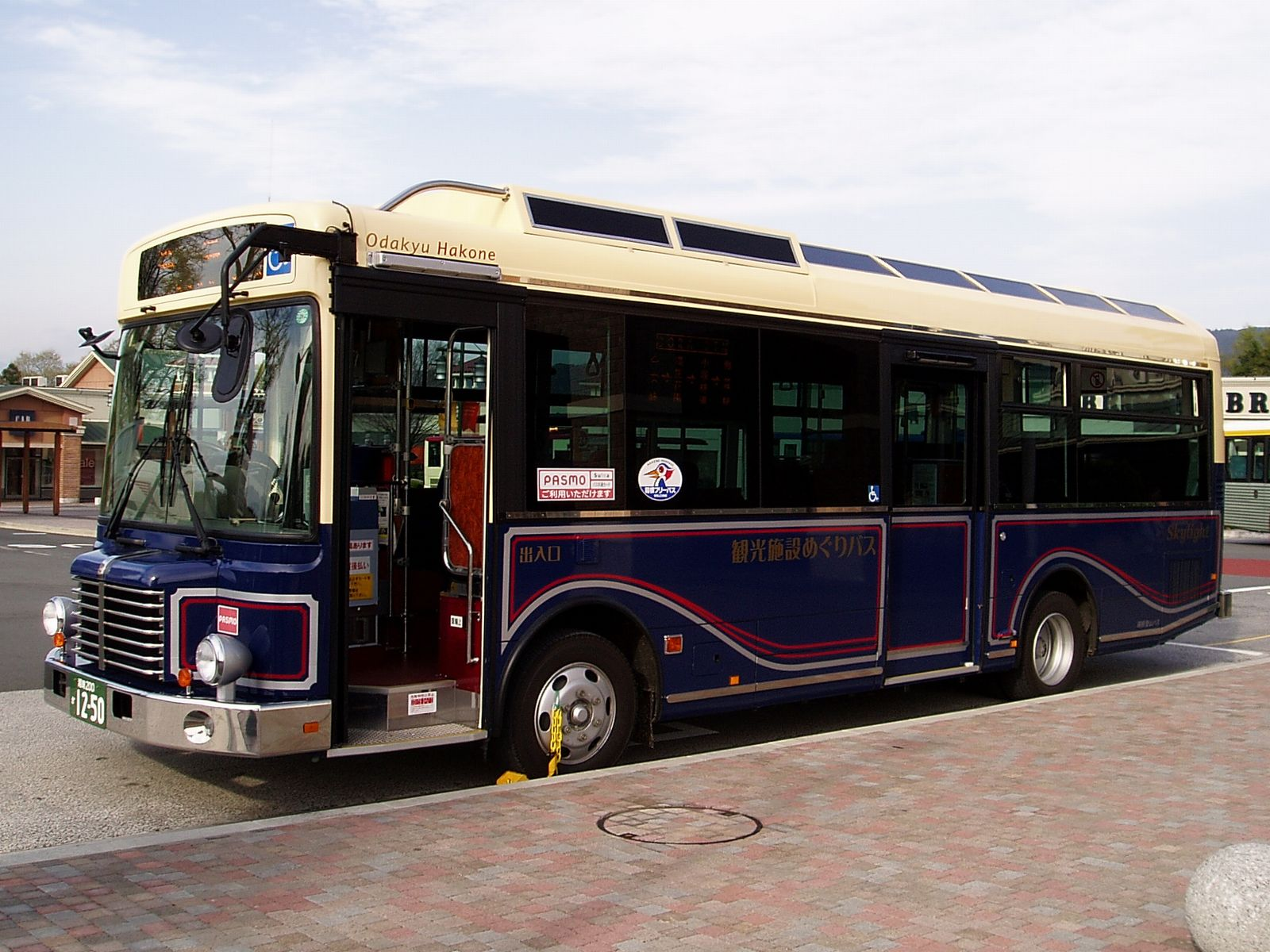
箱根施設めぐりバス専用車「スカイライト」（フロント）
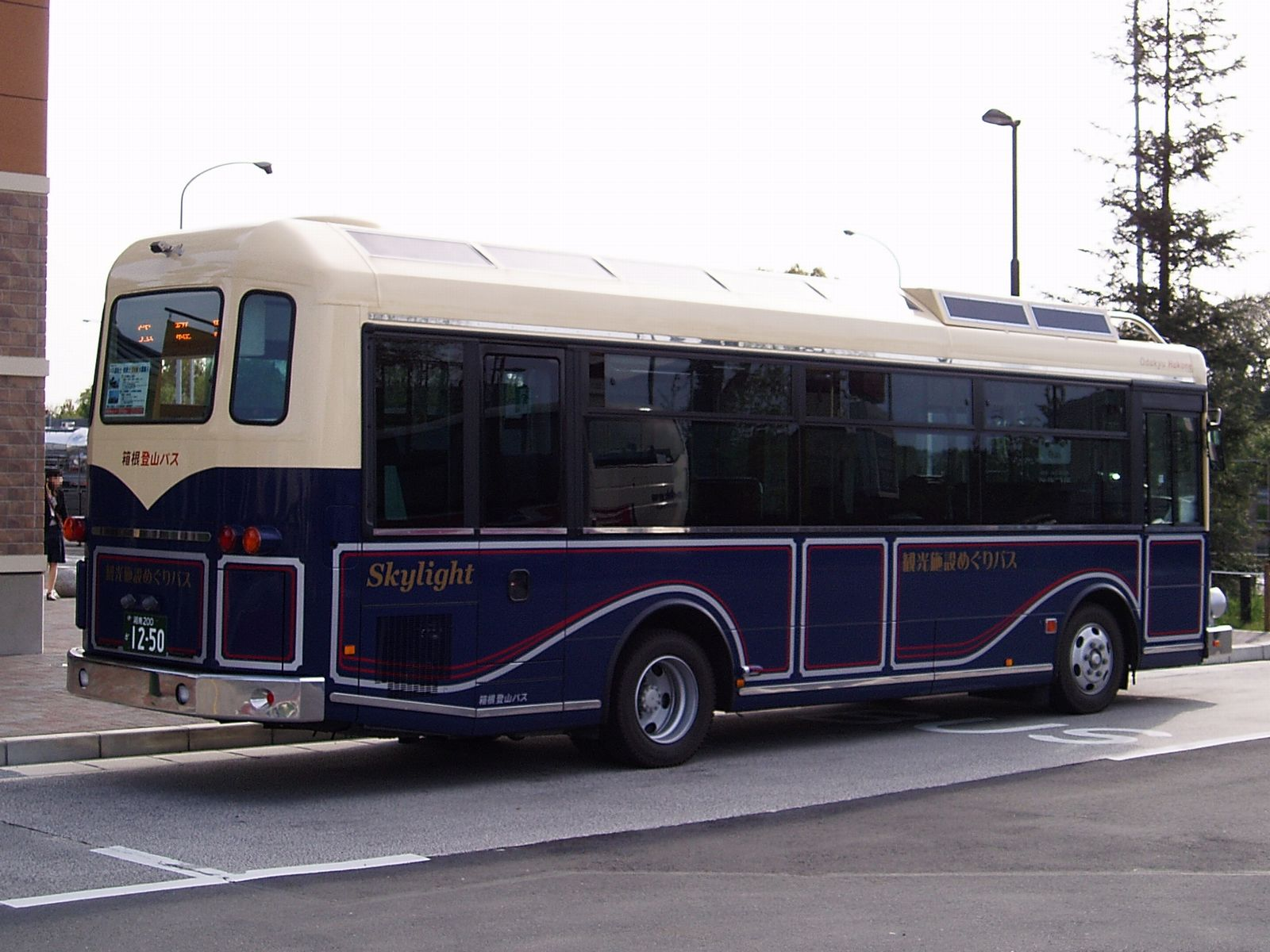
同（リア）
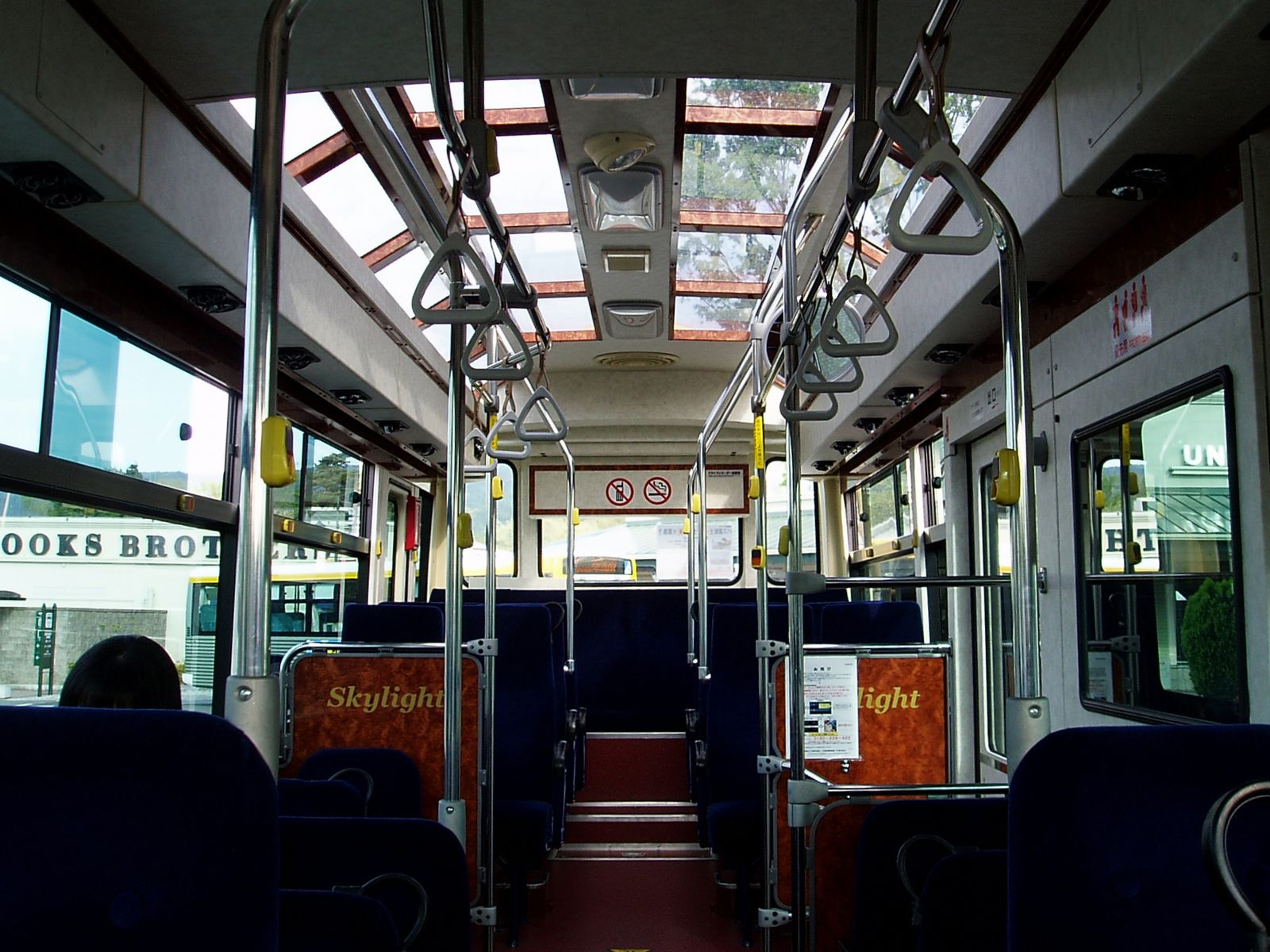
ガラス張りの天井

一方、市内路線に使用される車両については、通常の路線仕様の中型車・小型車が標準である。市内路線用の中型車は交通バリアフリー法施行後は全て前中扉のノンステップ車となっているが、中扉が車椅子専用なのは大型車と同様である。小型車は日野・リエッセが採用されており、バリアフリー法の施行後は中扉に車椅子リフトを設置して対応している。
貸切車は少数が在籍するのみであるが、小田原市内の養護学校スクールバス運行を受託しているため、リフト付バスが5台在籍している。

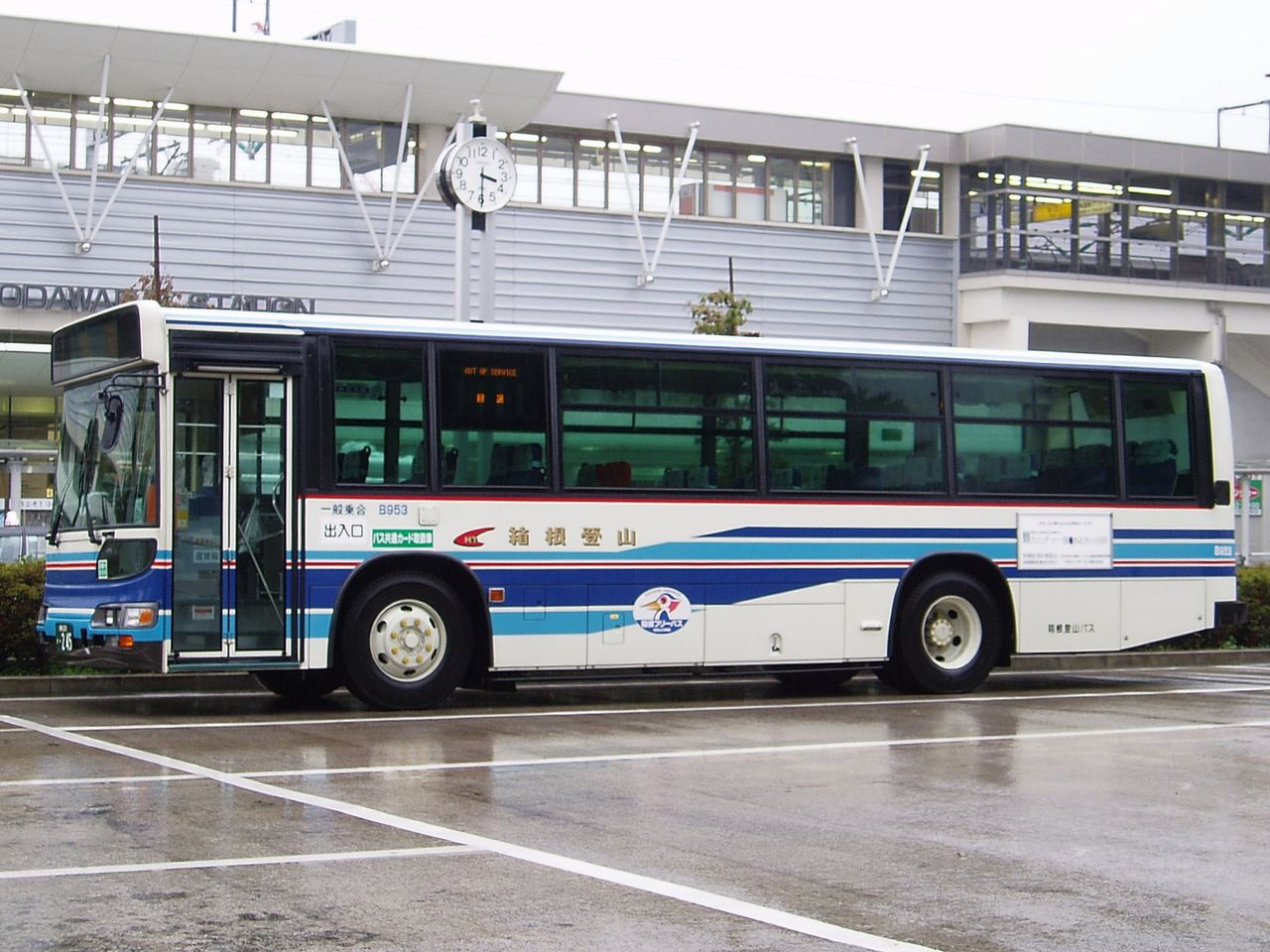
宮城野営業所の車両 B953
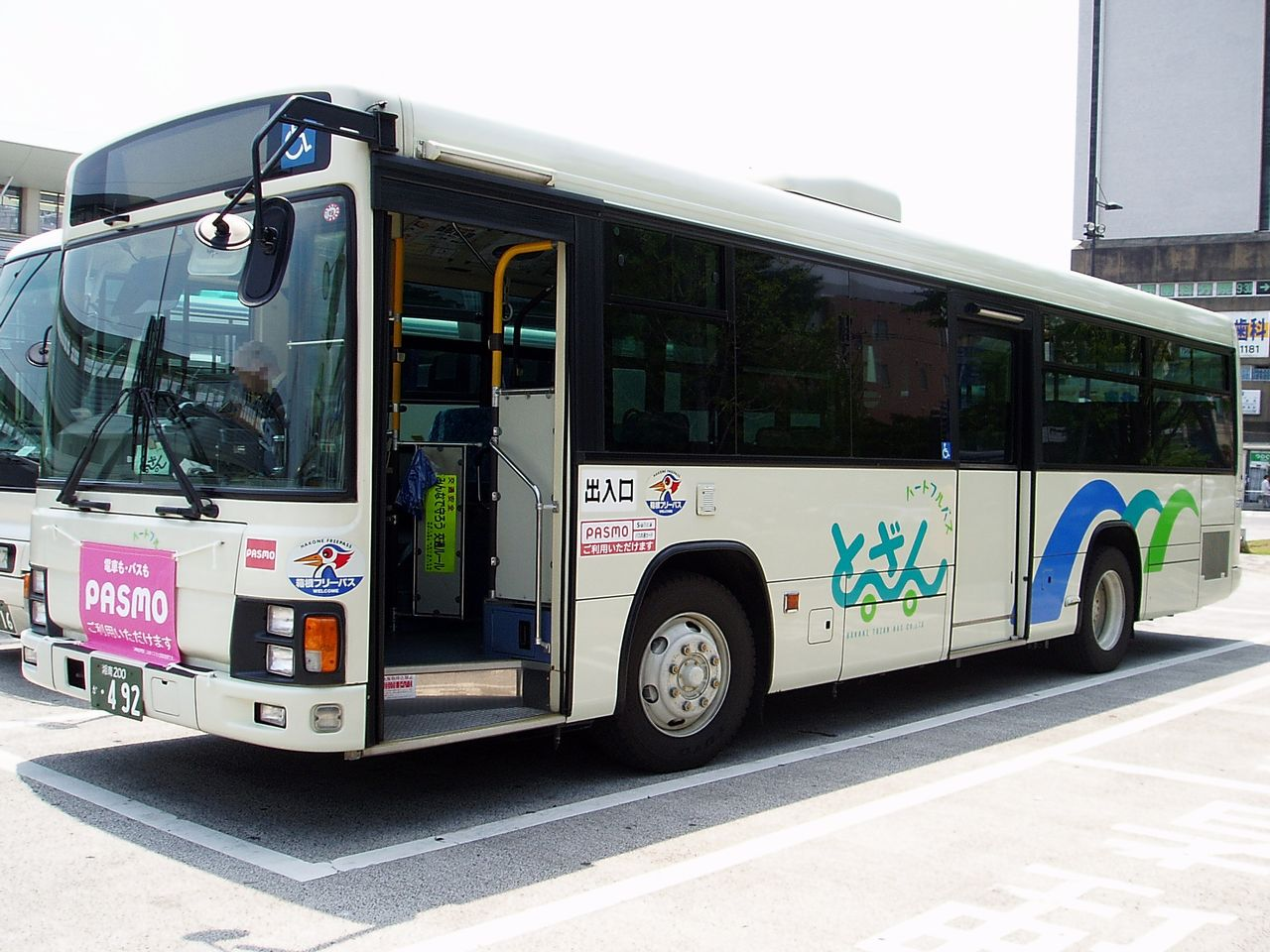
小田原営業所の車両 B979
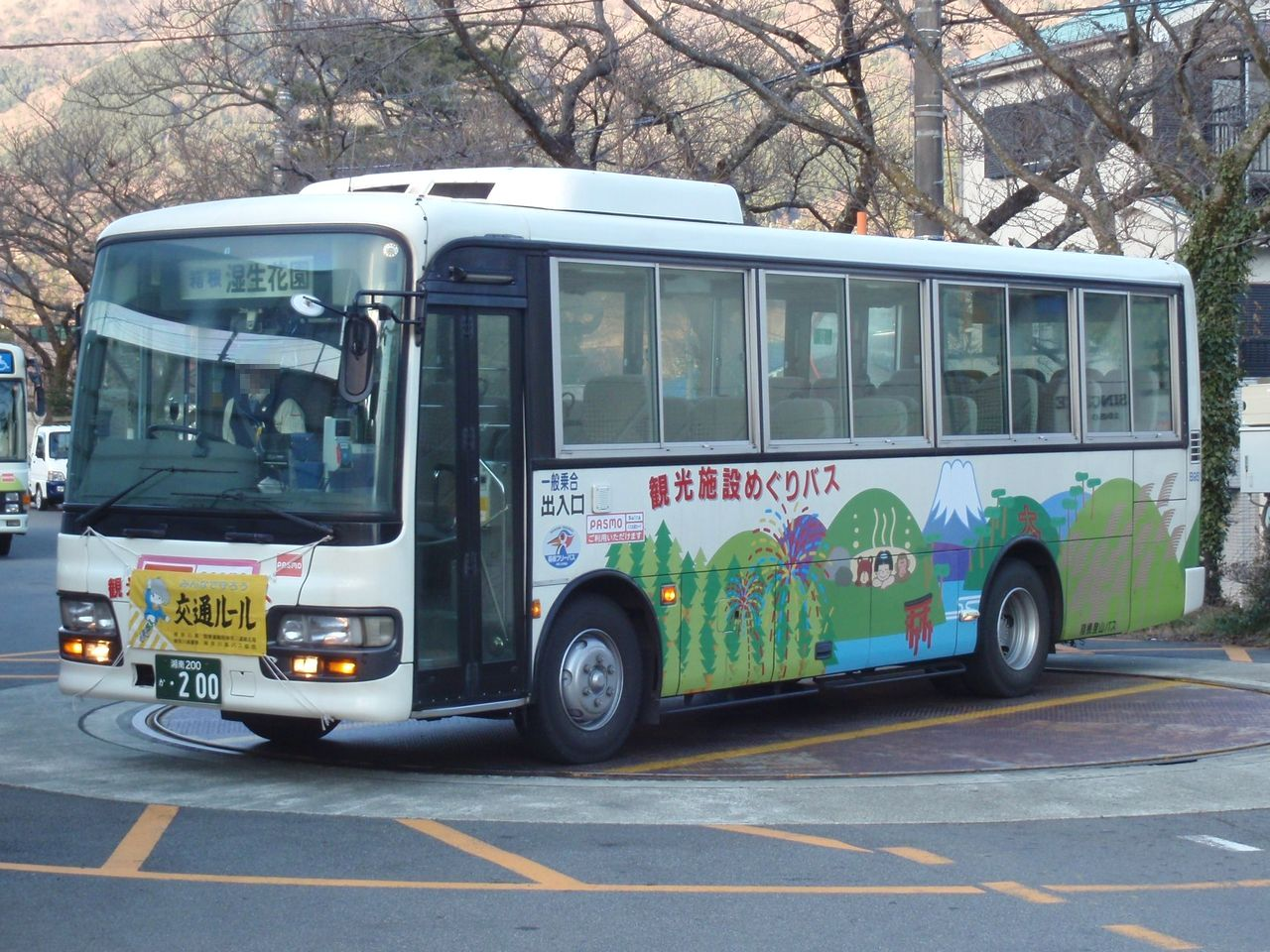
宮城野営業所の車両 B951「観光施設めぐりバス」専用車
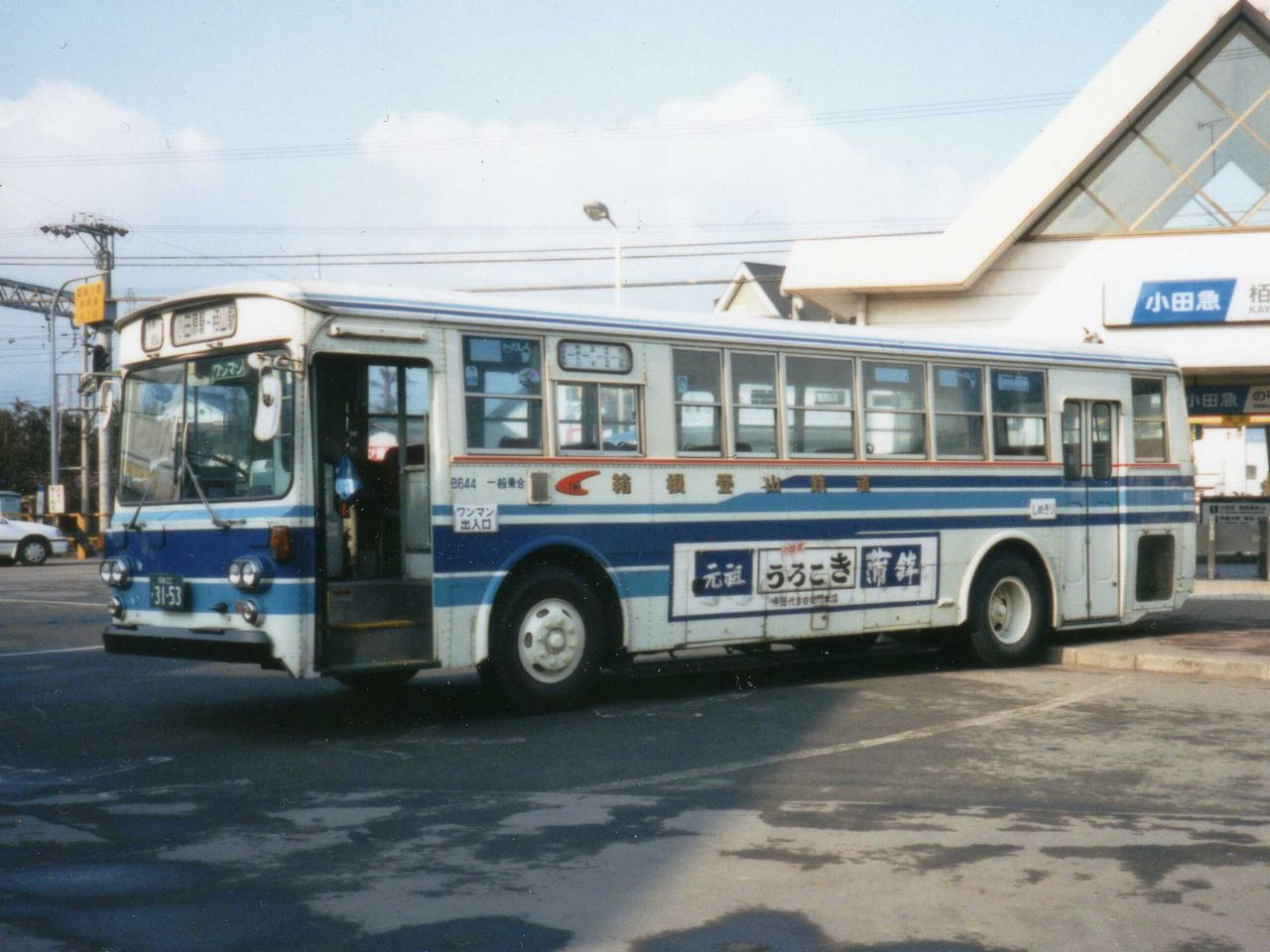
過去の車両 B958 長崎バスからの譲受車（方向幕位置変更）

## 付記
- かつては小田原郵便局の郵便物逓送業務を受託していたため、朝方にはバスの出庫に混じって、郵便車の出庫も多く見られた。
- PASMOは2007年3月18日のサービス開始時点では宮城野営業所の車両のみ対応していたが、宮城野営業所と小田原営業所は所管路線に重複が多いことから、小田原営業所の車両でもPASMO対応が整った車両から順次使用開始しており、9月1日より全車対応となった。

## 参考資料
- 青田孝『箱根の山に挑んだ鉄路 「天下の険」を越えた技』交通新聞社、2011年。ISBN 978-4330231112。
- 野中祥史「鉄道・軌道プロジェクトの事例研究54 小田急グループの箱根戦略」『鉄道ジャーナル』第480号、鉄道ジャーナル社、2006年10月、106-108頁。
- 『58 東海自動車・箱根登山バス』BJエディターズ〈バスジャパン・ハンドブックシリーズR〉、2006年。ISBN 4434072730。